# Hans von Seemen
Hans von Seemen (* 15. Februar 1898 in Colmar, Reichsland Elsaß-Lothringen; † 13. Juli 1972 in München) war ein deutscher Chirurg und Hochschullehrer.

## Leben
Als Sohn eines promovierten Chemikers bestand Hans von Seemen 1916 in Zürich das Abitur. Er studierte an der Universität Zürich und der Albert-Ludwigs-Universität Freiburg Medizin. Nach dem Staatsexamen wurde er 1924 in Freiburg zum Dr. med. promoviert. Zunächst war er in Zürich Assistent bei Otto Naegeli an  der  Medizinischen  Universitätsklinik. Ab 1925 war er in der Freiburger Chirurgie bei Erich Lexer. Mit ihm ging er 1928 als Oberarzt an die Ludwig-Maximilians-Universität München. 1930 habilitierte er sich für Chirurgie. Nach vier Jahren als Privatdozent wurde er 1934 zum außerordentlichen Professor ernannt. Ab 1939 war er ordentlicher Professor und Leiter der Chirurgischen Klinik der Universität Graz. 1944/45 war er auf dem Lehrstuhl der Ernst-Moritz-Arndt-Universität Greifswald. Als Stabsarzt war er Beratender Chirurg beim Wehrkreiskommando 2 in Greifswald. Er war Anwärter des Nationalsozialistischen Deutschen Ärztebundes und  Bannarzt der  Hitlerjugend im Hochlandlager. Mitglied der NSDAP war er nicht. 1947 übernahm er den Aufbau des Städtischen Chirurgischen Krankenhauses München-Nord. Zwei Jahre später wurde es unter seiner Leitung in Betrieb genommen. 1960 erfolgte der Umzug als Chefarzt der renovierten und modernisierten chirurgischen Abteilung vom Klinikum Schwabing. Dort blieb er bis zum Ausscheiden aus dem aktiven Dienst am 1. März 1963.